# Narthang-Kloster
| Tibetische Bezeichnung                                     |
| ---------------------------------------------------------- |
| Tibetische Schrift: སྣར་ཐང་དགོན་པ                            |
| Wylie-Transliteration: snar thang dgon pa; snar thang dgon |
| Chinesische Bezeichnung                                    |
| Traditionell: 納塘寺                                       |
| Vereinfacht: 纳塘寺                                        |
| Pinyin:Nàtáng Sì                                           |

Narthang ist ein Kloster der Kadam-Schule, der ersten Sarma-Tradition des tibetischen Buddhismus. Das Dorf Narthang der Gemeinde Qumig liegt ca. 15 km westlich von Shigatse in Tibet, Volksrepublik China. Das Kloster wurde 1153 von Tumtön Lodrö Dragpa, einem Schüler Sharawas, gegründet.
Zusammen mit den Klöstern Shalu, Sakya und Trashilhünpo ist es eines der vier großen Klöster des Tsang-Gebietes. Es ist neben dem Potala in Lhasa und Dege Parkhang in Derge eine der drei bedeutenden traditionellen tibetischen Druckstätten. Berühmt sind seine Blockdruckausgaben des Kanjur und Tanjur aus dem Tibetischen Tripitaka.